# Gottsunda Dans & Teater
Gottsunda Dans & Teater (GDT) är en fristående barn- och ungdomsteater i Gottsunda centrum i Uppsala. Teatern grundades 1998, då som Gottsunda Teater, och arbetar med professionell scenkonst, amatörverksamhet och pedagogisk verksamhet i dans och teater.
Teatern har sedan start haft sina lokaler i Gottsunda centrum, men flyttade 2013 från den dåvarande teaterlokalen "Fagotten" till den nyinvigda kulturdelen av centrumbyggnaden.

## Historik
Gottsunda Teater ideell förening (i dagligt tal Gottsunda Teater, sedermera Gottsunda Dans & Teater) grundades av Finn Poulsen och Gottsunda kulturteaterförening Bikupan, företrädd av Håkan Stenqvist, som då redan hade varit verksamma i Gottsunda sedan 70-talet. Idén och visionen var en teater bestående av tre delar - professionell teater för barn och unga, amatörteaterverksamhet och pedagogisk skapande dramaverksamhet för barn och unga. Ett par år senare, år 2000, tillfördes även dansverksamhet på initiativ av Sofia Nohrstedt som en ytterligare konstform att erbjuda, varför namnet då ändrades till Gottsunda Dans & Teater. 
Den professionella scenkonsten har sedan start till största del riktat sig mot skolor, som fick komma kostnadsfritt på föreställningarna. Teaterns professionella scenkonstproduktioner spelas fortfarande till största del för skolklasser.
Gottsunda Dans & Teater utsågs år 1999 till nationalscen för barn- och ungdomsteater i Sverige. 

## Verksamhet
Gottsunda Dans & Teater (GDT) arbetar med integration och demokratifrämjande genom scenkonst och pedagogisk verksamhet. Dans- och dramakurser ges kostnadsfritt för att möjliggöra för barn och unga med olika sociala och ekonomiska förutsättningar att utvecklas inom dans och teater. Genom åren har teaterns ungdomsensembler producerat och spelat föreställningar för offentlig publik och för skolklasser.  
Teatern har under olika omgångar haft en fast ensemble, då genom externt ekonomiskt stöd. Den har även varit, och är fortfarande, gästspelsscen för både lokala, nationella och internationella teater- och danskompanier.
Gottsunda Dans & Teater är en ideell förening, med stöd av Uppsala kommun. 